# Castrelo (Cambados)
Castrelo (llamada oficialmente Santa Cruz de Castrelo) es una parroquia del municipio español de Cambados, en la provincia de Pontevedra, Galicia.

## Toponimia
La parroquia también es conocida por el nombre de Santa Cruz P. de Castrelo.

## Clima
Su clima se puede clasificar como oceánico húmedo y cálido. 
Las temperaturas son moderadas y las precipitaciones abundantes, 1500 mm de media anual.
- Invierno: En los meses de invierno las temperaturas máximas oscilan en torno a 14 °C y las mínimas en torno a –2 °C, aunque muy pocas veces bajan de 0 °C.
- Primavera y otoño: Las mínimas rozan los 6 °C y las máximas los 23 °. Son habituales en esta época las lluvias y tormentas.
- Verano: Las temperaturas mínimas descienden por la noche hasta 16 °C; en las horas de más calor las temperaturas alcanzan los 30 °C, y se han registrado temperaturas de hasta 35 °C.

Las precipitaciones durante los meses de verano son escasas o nulas.

## Naturaleza

### Paisajes
Su paisaje está dominado por los viñedos de albariño, siendo esta parroquia cambadesa, la zona de mayor producción de la denominación de origen Rías Baixas. La desembocadura del río Umia, así como su ensenada convierten a Castrelo en un mirador excepcional de aves acuáticas, además de otorgarle una gran riqueza en marisco.

### Espacios naturales
- Desembocadura del río Umia
- Monte de O Castro
- Playa de As Saiñas
- Playa de Ribeira do Mar

## Historia
En mayo de 2022, trabajadores de la empresa UFD, distribuidora eléctrica de Naturgy, estaban canalizando un punto de red cuando, para su sorpresa, se encontraron con restos de una necrópolis romana o altomedieval, cerca de la Iglesia Parroquial de Castrelo.

## Organización territorial
La parroquia está formada por diecisiete entidades de población, constando dieciséis de ellas en el nomenclátor del Instituto Nacional de Estadística español:
- A Barca
- A Bouza
- A Cereixeira
- A Revolta
- As Quintáns
- A Xesteira (Xesteira)
- Baltar
- Lourido
- O Adro
- O Castriño
- O Couto de Abaixo
- O Couto de Arriba
- O Facho
- O Outeiro
- Sartaxes
- Serantellos (Sarantellos)
- Valada

## Demografía
| Gráfica de evolución demográfica de Castrelo entre 2000 y 2023 |
|                                                                |
| Datos según el nomenclátor publicado por el INE.               |

## Patrimonio
- Iglesia de la Santa Cruz
- Colegio Salesiano La Merced
- Telleiras de O Facho

## Fiestas locales
- Primer sábado y domingo de mayo, San Antonio y Santa Cruz
- Segundo domingo de julio, San Cristóbal
- Primer sábado y domingo de septiembre, San Ramón y San Roque